# Ленище
 Тази статия е за селото в България.  За селото в Северна Македония вижте Ленище (Община Прилеп).  
Лèнище е село в Южна България, община Ардино, област Кърджали.

## География
| Население по години | Население по години |
| ------------------- | ------------------- |
| 1934 г.             | 992 души            |
| 1946 г.             | 1040 души           |
| 1956 г.             | 955 души            |
| 1975 г.             | 964 души            |
| 1985 г.             | 606 души            |
| 1992 г.             | 305 души            |
| 2001 г.             | 150 души            |
| 2011 г.             | 83 души             |
| 2019 г.             | 176 души            |

Село Ленище се намира в най-източната част на Западните Родопи, при границата им с Източните Родопи, на около 6 km изток-югоизточно от град Ардино, в родопския Жълти дял.
Надморската височина пред сградата на кметството е около 858 m.
Съседни селища на Ленище са общинският център град Ардино – на около 6 km на запад-северозапад, село Чубрика – на около 2 km на север, село Купците – на 5 – 6 km на изток-югоизток и село Църквица – на около 3 km на юг.

## История
Селото – тогава с име Алфатлъ&#768; (на турски, дива круша) – е в България от 1912 г. Преименувано е на Ленище с министерска заповед № 3775, обнародвана на 7 декември 1934 г.
Към 31 декември 1934 г. село Ленище се състои от махалите Аалар, Емир оглар, Ерджеплер, Желино (Джамийанъ), Здравино (Ииболлар), Кара Исмеллер, Кара кашлар, Клонче (Далджа), Саждево (Османджъклар), Сборци (Хатиплер), Сливица (Ириклер), Узуноглар, Ходжакьой и Хаджъкьой.
Във фондовете на Държавния архив Кърджали се съхраняват документи от съответни периоди на/за:
- Кредитна кооперация „Балкан“ – с. Ленище, Кърджалийско; фонд 102; 1945 – 1953;
- Народно основно училище „Христо Смирненски“ – с. Ленище, Кърджалийско; фонд 221; 1949 – 2000; Промени в наименованието на фондообразувателя:

– Турско начално училище (1944 – 1949);
– Народно основно училище „Назъм Хикмет“ (1949 – 1958);
– Народно основно училище „Христо Смирненски“ (1958 – 1990);
– Основно училище „Христо Смирненски“ (1991 – 2000);
- Обединено трудово кооперативно земеделско стопанство „VII конгрес“ – с. Ленище, Кърджалийско; фонд 376; 1958 – 1969;
- Народно читалище „Родопи“ – с. Ленище, Кърджалийско; фонд 544; 1953 – 1984.

## Население
Преброяване на населението през 2011 г.
Численост и дял на етническите групи според преброяването на населението през 2011 г.:
|                     | Численост | Дял (в %) |
| Общо                | 83        | 100,00    |
| Българи             | 0         | 0,00      |
| Турци               | 83        | 100,00    |
| Цигани              | 0         | 0,00      |
| Други               | 0         | 0,00      |
| Не се самоопределят | 0         | 0,00      |
| Неотговорили        | 0         | 0,00      |

## Религии
Изповядваната в село Ленище религия е ислям.

## Обществени институции
Село Ленище към 2020 г. е център на кметство Ленище, което не включва други населени места.
В селото има читалище „Родопи“, действащо към 2018 г., джамия и пощенска станция.